# Can Pou (Premià de Mar)
Can Pou és una obra de Premià de Mar (Maresme) protegida com a Bé Cultural d'Interès Local.

## Descripció
Edifici a quatre vents compost per una nau de quatre crugies i dues crugies extremes de menor alçada. L'escala és de dos trams.
La coberta és de teula àrab a dos vessants en el cos central i a una sola vessant a les crugies extremes.
La nau central és de major alçada i les crugies laterals tenen una sola alçada.
A la planta baixa hi ha tres portes i tres finestres alternades. A la primera planta hi ha quatre finestres.